# Seznam francoskih letalskih asov
Seznam francoskih letalskih asov je krovni seznam.

## Seznami
- seznam francoskih letalskih asov prve svetovne vojne
- seznam francoskih letalskih asov španske državljanske vojne
- seznam francoskih letalskih asov druge svetovne vojne
- poimenski seznam francoskih letalskih asov